# Franse silene
De Franse silene (Silene gallica) is een eenjarige plant, die tot de anjerfamilie (Caryophyllaceae) behoort. De soort staat op de Nederlandse Rode Lijst van planten als zeer zeldzaam en zeer sterk afgenomen. De plant komt van nature voor in West-Europa.
De plant wordt 15-50 cm hoog en is kleverig behaard, waardoor kleine insecten aan de plant vast blijven zitten. De bladeren zijn lancetvormig en de onderste zijn gesteeld.
De Franse silene bloeit in juni en juli met rechtopstaande tot 1 cm grote bloemen. De bloem heeft drie stijlen. De kelkbuis is circa 6 mm lang en de slippen 2 mm. Op de tiennervige kelk zitten korte klierharen met daarnaast 3-4 mm lange gewone haren. De plaat van het kroonblad is ongedeeld of zwak gegolfd. De bloeiwijze is een aar en draagt vijf tot tien bloemen.

## Variëteiten
- S. gallica var. anglica heeft witte bloemen
- S. gallica var. gallica heeft lichtlila bloemen
- S. gallica var. giraldii (Guss.) Walters
- S. gallica var. quinquevulnera  heeft witte bloemen met een donkerrode vlek

De vrucht is een openspringende (dehiscente) doosvrucht. Het grijze zaad is ongeveer 1 mm groot.
De plant komt voor op open, vochtige, matig voedselarme zandgrond op akkerland en bermen.

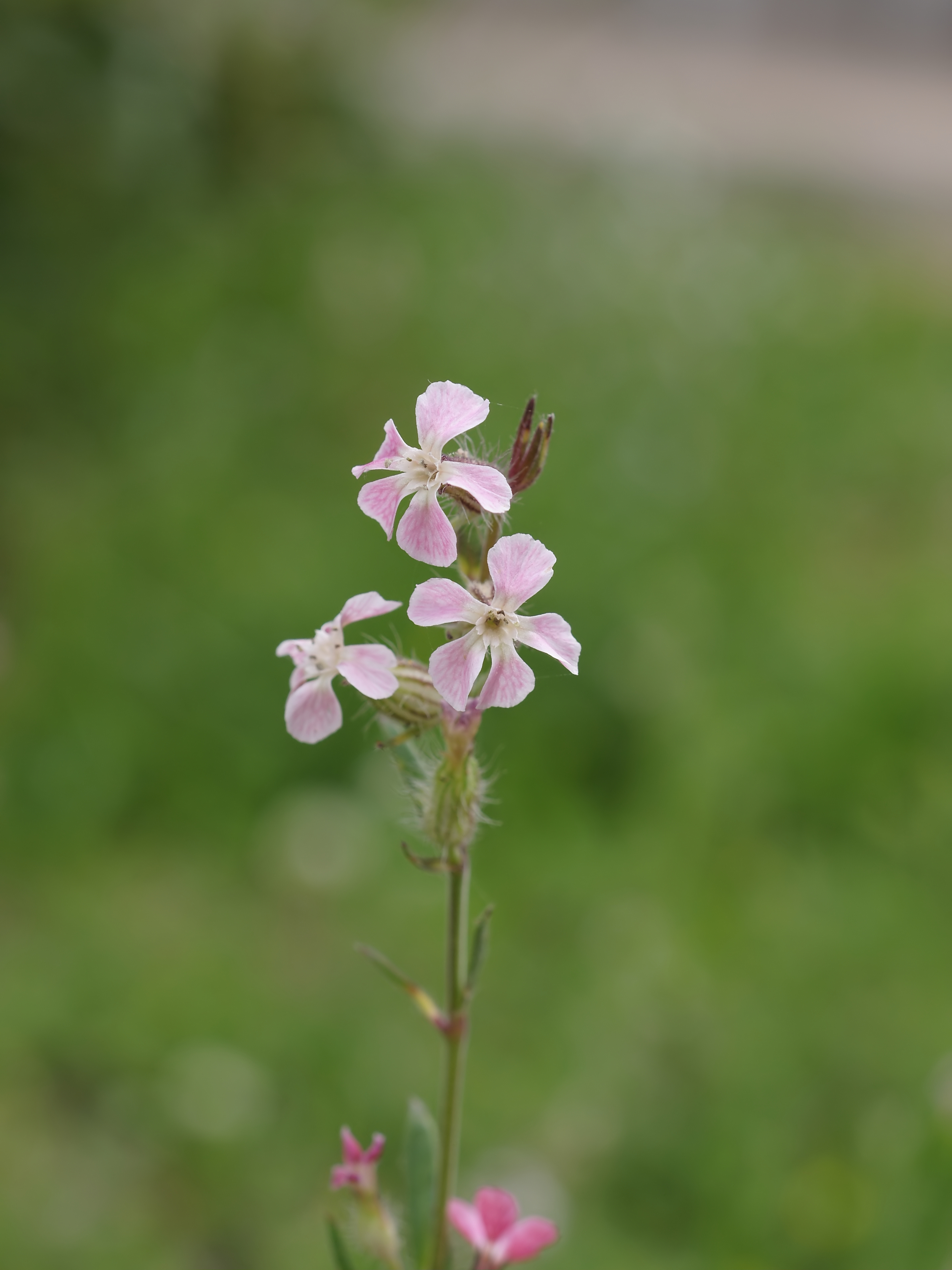
Silene gallica var. gallica
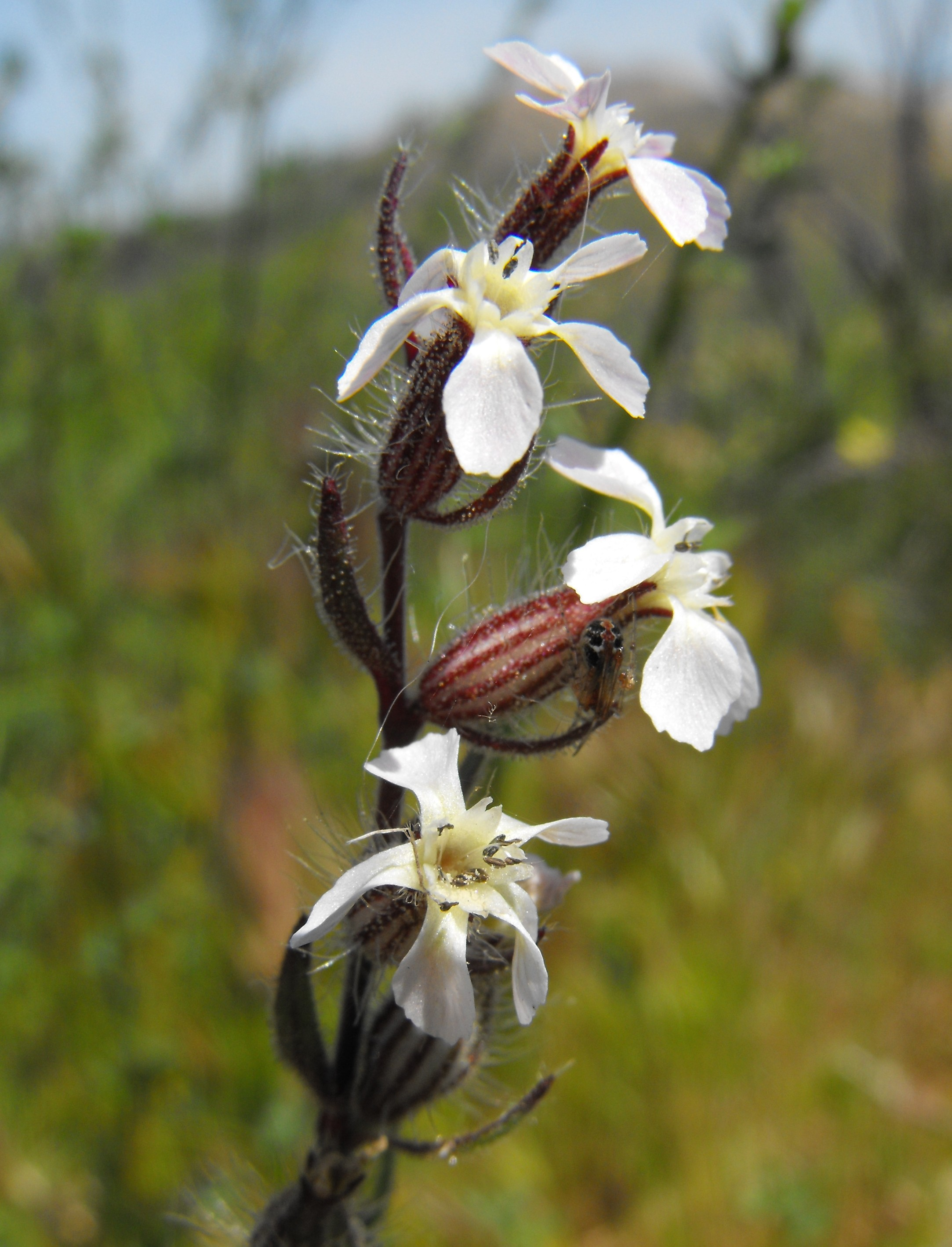
Silene gallica var. anglica